# Phil Ofosu-Ayeh
Phil Ofosu-Ayeh (Moers, Wesel, Alemania, 15 de septiembre de 1991) es un futbolista profesional ghanés que juega de defensa en el PSS Sleman de la Liga 1 de Indonesia.

## Trayectoria
Nacido en Moers Alemania, de madre y padre ghanés fue convocado de manera preliminar para la selección sub-20 de Ghana para disputar el Campeonato Juvenil Africano de 2011 pero su club en aquel momento el S. V. Wilhelmshaven, se negó a darle permiso para jugar dicho torneo.
El 18 de mayo de 2011, se trasladó para jugar para el F. C. Rot-Weiß Érfurt firmando un contrato de dos años.
El 29 de abril de 2014, firmó un contrato de dos años para unirse al VfR Aalen para la siguiente temporada, tras el descenso del Aalen ficha para jugar en el Eintracht Brunswick y disputar la temporada 2015-16 de la 2. Bundesliga.

## Clubes
| Equipo                        | País       | Periodo   | Partidos | Goles |
| ----------------------------- | ---------- | --------- | -------- | ----- |
| SV Wilhelmshaven              | Alemania   | 2009-2011 | 30       | 1     |
| F. C. Rot-Weiß Érfurt         | Alemania   | 2011-2013 | 60       | 1     |
| MSV Duisburgo                 | Alemania   | 2013-2014 | 38       | 1     |
| VfR Aalen                     | Alemania   | 2014-2015 | 35       | 1     |
| Eintracht Brunswick           | Alemania   | 2015-2017 | 36       | 1     |
| Wolverhampton Wanderers F. C. | Inglaterra | 2017-2020 | 0        | 0     |
| F. C. Hansa Rostock (cedido)  | Alemania   | 2018-2019 |          |       |
| Wurzburgo Kickers (cedido)    | Alemania   | 2019      |          |       |
| Halmstads BK                  | Suecia     | 2021-2024 |          |       |
| PSS Sleman                    | Indonesia  | 2024-     |          |       |